# Прогон
Прогон или персекуција (од лат. persecūtio; persequor — терати, гонити; пратити, гонити) систематско је малтретирање појединца или групе од стране другог појединца или групе. Најчешћи облици су религијски прогон, расизам и политички прогон, мада природно постоји одређен степен преклапања између ових термина. Наношење патње/бола, узнемиравање, застрашивање, лишавање слободе, интернирање и сл. основни су фактори спровођења прогона, с тим да свако мучење не мора нужно да буде прогон нити се прогон мора вршити изазивањем физичке миграције људи односно приморавањем појединца или групе на промену места живљења. Патња којој жртва бива изложена и нанесена штета морају да буду довољно велики да би се говорило о прогону. О овом прагу озбиљности злостављања много се расправљало.

## Међународно право
Као део Нирнбершких принципа, злочини против човечности су део међународног права. Принцип VI Нирнбершких принципа каже следеће:
Злочини изнесени у даљем тексту су кажњиви као злочини према међународном праву: …
(c) Злочини против човечности:
Уморство, истребљивање, поробљавање, депортација и друга нехумана дела учињена против било које цивилне популације, или прогони на политичкој, расној или религијској основи, када су таква дела учињена или такви прогони спроведени у извршењу или у вези било којег злочина против мира или било којег ратног злочина.
Телфорд Тејлор, који је био заступник Тужилаштва на Нирнбершким суђењима написао је да су „[на] Нирнбершким суђењима за ратне злочине, трибунали одбацили неколико напора Тужилаштва да се такве ’домаће’ грозоте у оквиру међународног права воде као ’злочини против човечности’”. Неколико наредних међународних уговора држи се овог принципа, али неки су одбацили ограничење „у вези било којег злочина против мира или било којег ратног злочина” које стоји у Нирнбершким принципима.
Римски статут Међународног кривичног суда, на чије се принципе обавезују 124 чланице, дефиниште злочине против човечности у Члану 7.1. Овај члан криминализује одређена дела „почињена као део [широко] распрострањеног или систематског напада против било које цивилне популације, са знањем о нападу”. Овиме је обухваћена:

(h) Персекуција против било које групе или колективитета која се може идентификовати [а иста је] на политичкој, расној, националној, етничкој, културној, религијској, родној… или другој основи која се универзално препознаје као недозвољива према међународном праву, у вези било којег дела поменутог у овом параграфу [од. уморство, истребљивање, поробљавање, депортација, лишавање слободе, мучење, сексуално насиље, апартхејд и друга нехумана дела] или било којег злочина под јурисдикцијом Суда.

## Религијски прогон
Религијски или верски прогон је систематско злостављање индивидуалца или групе због његове/њихове религијске припадности. Многи теоретичари секуларизације (који су претпостављали пад религиозности уопштено) тврдили су да су религијски прогони ствар прошлости. Међутим, због успона фундаментализма и тероризма повезаног с религиозношћу, ова претпоставка је постала контроверзна. У многим земљама данашњице, религијски прогон је заправо огроман проблем непоштивања људских права.
Могуће је говорити о прогону атеиста, прогону бахаија, прогону индуса, прогону јевреја, прогону муслимана (ткђ. ахмедија), прогону сикха (1762, 1746, 1984. итд.), прогону следбеника фалун гунга, прогону хришћана (ткђ. богумила, Јеховиних сведока, католика, мормона, православаца) и прогону других верника.

## Етнички прогон
Етнички прогон је спознани прогон на основу етничке припадности. Значење му је паралелно повезано с расизмом (заснован на расној припадности) али и геноцидом и етноцидом (екстерминацијама које често као уводну, симултану или попратну појаву, често с намером а ради окупације или увођења етнократије стварањем „етничких кошева” и сл, прати и етнички прогон).
Руандски геноцид је зверство за које жртве домородачких народа Хуту и Тутси и даље сматрају неопростивим. Јапанска окупација Кине резултовала је смрћу десетина милиона људи, углавном сељака (сиромашних фармера) убијених након Дулитловог напада почетком Другог светског рата.
Могуће је говорити о прогону Германа, прогону Рома (антициганизам, Порајмос), прогону Хазарејаца...

### Прогон на основу генетике

#### Људи са албинизмом
Прогон на основу албинизма често је заснован на погрешном веровању да су људи који имају ову конгениталну аномалију инфериорни у односу на оне са вишом концентрацијом меланина у својој кожи. Резултат је био прогон али и убијање и комадање људи са албинизмом, као и раскопавање и скрнављење гробова ових људи. Такође их се одбацивало и изопштавало или убијало у неким заосталим деловима света само зато што се ту сматра да „доносе несрећу”. Хаити имају дугу историју третирања албинистичних људи као проклетих, са највећим прогонима вршеним током владавине и под утицајем Франсое „Папа Дока” Дивалијеа.

## Прогон болесних

### Људи са аутизмом
Људи са поремећајима из аутистичног спектра често су жртве прогона, што кроз историју што у тренутном модерном добу. У Камеруну се деца са аутизмом често оптужују за вештичарство; бивају мучена па чак и убијана.
Такође, спекулише се да су многа деца убијена током Акције Т4 у Нацистичкој Немачкој можда била аутистична, што аутистичне људе сврстава међу прве жртве Холокауста.

## Прогон на основу сексуалне опредељености

### ЛГБТ популација
У великом броју земаља, поготово оних на Западу, усвојени су закони и друге мере да се смањи дискриминација сексуалних мањина, укључујући законе против антигеј злочина из мржње и дискриминације на радном месту. Негде су такође легализовани истополни бракови или брачне заједнице тако да се формално дају права и законска заштита паровима истог пола као што их имају и хетеросексуалци. Уједињене нације су 2011. године усвојиле прву резолуцију која препознаје ЛГБТ права, а 2015. године истополни брак је легализован у свим савезним државама САД.

## Прогон на основу војне ангажованости
Прогон заснован на војној служби (од. немању исте) важи за израелско друштво. У овој земљи, Јевреји који као грађани добију право на неодлазак у војску односно не буду регрутовани у Израелске одбрамбене снаге не могу да нормално развијају своју каријеру (поготово у области безбедности). Дискриминација на основу (не)регрутације у војну службу вуче корене до обичаја да као 17-годишњаци — неарапи као грађани (укључујући Друзе) бивају позвани на преглед да би се установила способност служења обавезног војног рока. Прави се евиденција за сваког потенцијалног регрута. Они који заиста служе у војсци су различити од оних који су одбијени или избачени из службе јер регрутовани имају отпусну картицу, на којој се налазе разне информације (војни чин и професија те понашање током служења рока). Потенцијалним кандидатима за запослење у ОС Израела али и иначе за запослење веома је битна отпусна картица, јер им је то једини доказ који универзално даје информације о могућем новом професионалном војнику или другом запосленику. Они који су војници или су одслужили рок често гледају на грађане који нису били способни за прикључење војсци, одлазак у војску или су избачени — као на особе нижег реда, углавном верујући да су „они који нису способни одслужити војни рок такође неспособни за радно окружење”, те да они који успеју у војсци такође вероватно морају да буду добри запосленици. Огласи за послове у Израелу веома често имају ставку неопходног „одслужења пуног војног рока”, тако да одлука коју одбор за оцену способности 17-годишњака донесе може да му утиче на цео живот и каријеру.
У фиктивном свету, Роберт Е. Хајнлајн у свом роману Свемирски војници (енгл. Starship Troopers) из 1959. године представља друштво где права суфражеткиња зависе углавном од тога да ли су одслужиле војни рок.

## Институционални прогон
Институционална персекуција може да буде негирање лингвистичког идентитета или занемаривање/угрожавање људских и других права поједине етничке, националне религијске или сл. групе. Повезана је, дакле, са већином осталих прогона (политички, јер држава има монопол власти у одређеној друштвеној заједници).